# Juan José Crottogini
Juan José Crottogini Darré (Fray Bentos, 27 de mayo de 1908-Montevideo, 20 de septiembre de 1996) fue un médico y político uruguayo, candidato a la Presidencia de la República por el Frente Amplio en las elecciones del año 1984.

## Primeros años de vida
Hijo de José Evaristo Crottogini (descendiente italiano) y de Juana Darré (descendiente vasca). Su padre era blanco, incluso había participado en la revolución de Aparicio Saravia en 1904 y tenía rastros de esa incursión en el hombro derecho.
Terminó la escuela un año antes de la edad necesaria para ingresar al liceo, por lo que debió repetir el último año de primaria. Cursó los estudios secundarios en Fray Bentos, por lo que recordaba con agradecimiento la iniciativa de José Batlle y Ordóñez de crear liceos en el interior del país. A los 15 años viaja a Montevideo para hacer el preparatorio (formación preuniversitaria) en el Instituto Alfredo Vásquez Acevedo, gracias en parte a una beca que le otorgaron. En el viaje en tren a la capital conoció a quien sería luego su colega Mario Cassinoni. En Montevideo vivió en la casa de sus tías paternas.
Ingresa a la Facultad de Medicina en 1926. Comienza en esos años a trabajar en el telégrafo. Participó activamente en la Asociación de los Estudiantes de Medicina.
Jugó al fútbol en la Liga Universitaria primero y en el Club Belgrano de Primera División. También se dedicó a la pelota vasca, siendo presidente de la Comisión de Pelota de la Sociedad Euskal Erría.
Después de recibido de médico se casa con su novia de la adolescencia, quien fue su esposa desde el año 1936.

## Actividad profesional y académica
Médico de profesión, graduado en 1934; se especializó en ginecología, especialidad dentro de la cual llegó a ser un profesional destacado. Se dedicó intensamente a la investigación sobre cáncer de cuello de útero; resultado de sus esfuerzos fue un sensible incremento de la expectativa de vida de las mujeres uruguayas. Entre otras cosas: fue el primer médico de la cárcel de mujeres, introdujo en el país las técnicas del parto sin dolor y las técnicas de Papanicolaou (con quien estudió) para la prevención de cáncer de cuello uterino. 
Publicó alrededor de 70 trabajos científicos y tres libros sobre sus especialidades de Ginecología y Obstetricia. Fue miembro de sociedades científicas en Uruguay, Argentina, Brasil, México, Venezuela, Francia, Perú, Chile, Paraguay, Italia. 
Fue presidente del Sindicato Médico del Uruguay entre 1950 y 1951.
Fue Decano de la Facultad de Medicina entre 1957 y 1963 y Rector interino de la Universidad de la República entre 1964 y 1966.

## Actividad política
En 1971, adhiriendo como independiente al Frente Amplio recién creado, fue candidato a la Vicepresidencia de la República acompañando a Líber Seregni.

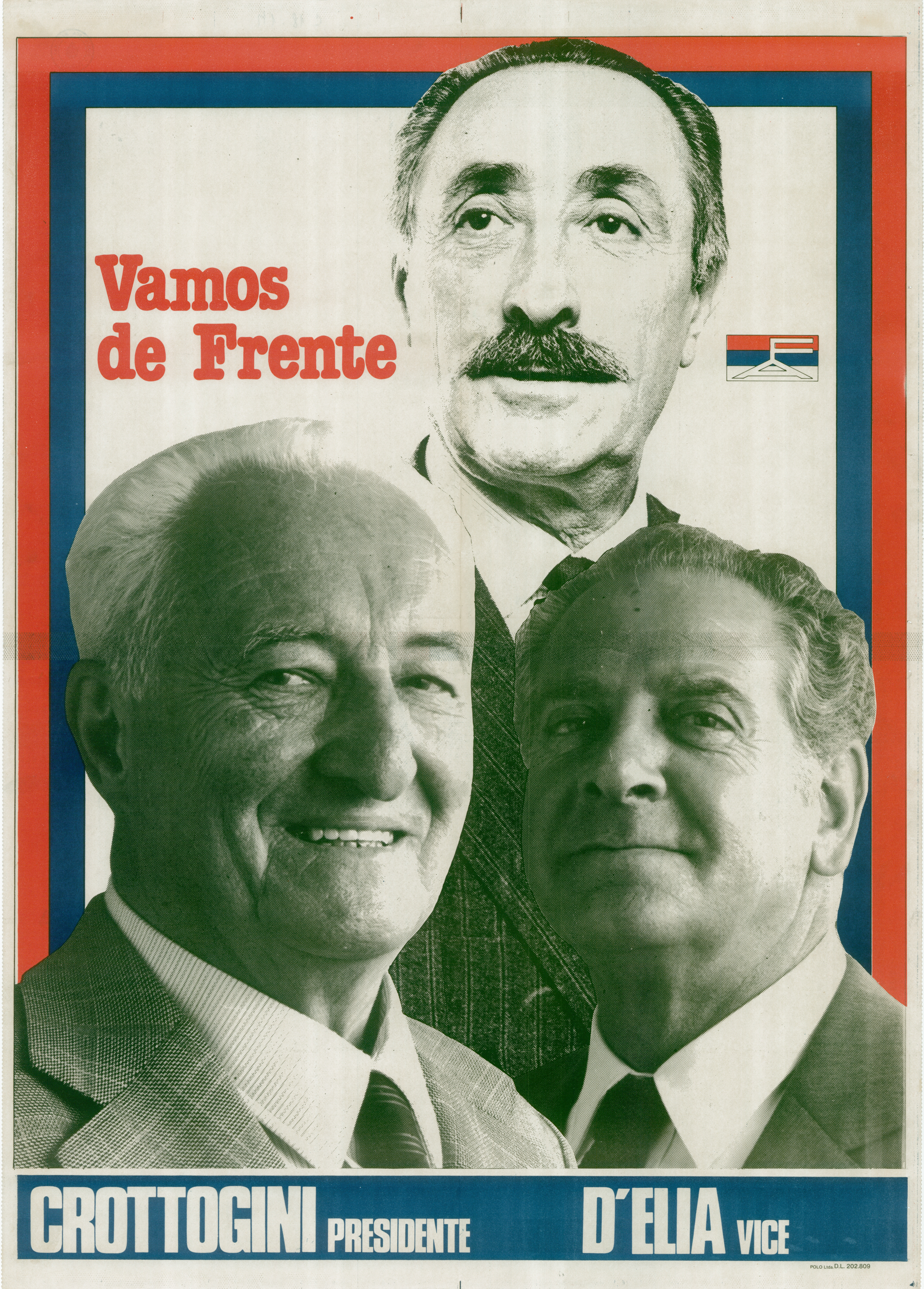
Póster políticos del Frente Amplio en las elecciones generales de 1984.

Tras la dictadura militar, y ante la proscripción de Seregni, en las elecciones de 1984 Crottogini encabezó esta vez la fórmula electoral frenteamplista, acompañado por el sindicalista José D'Elía. Es considerado una de las figuras históricas del Frente Amplio. 

## Homenajes
En 1984 se lo designa como miembro de la Academia Nacional de Medicina (ANM) del Uruguay, por la unanimidad de los Miembros Titulares de la ANM, pero, según sus declaraciones, no fue aprobado por el ministro de Educación y Cultura del gobierno de facto (situación vinculada por él a su militancia política).
Fue declarado Profesor Emérito de la Facultad de Medicina en 1985.
Recibe el título de doctor honoris causa de la Universidad de la República (Uruguay) en 1993.
En 2006 una policlínica en el barrio La Aguada (Montevideo) fue inaugurada con el nombre “Prof. Dr. Juan José Crottogini”. En 2007, el Hospital Español fue bautizado con su nombre.
En 2008, cuando se cumplían 100 años de su nacimiento, se lanzó un sello conmemorativo.
En 2008 una plaza en la zona de Tres Cruces (Montevideo) pasó a llevar su nombre.
En 2012 se inauguró una plaza en el km. 20.500 de la Avenida Giannattasio (Ciudad de la Costa) con el nombre de "Prof. Juan José Crottogini".
| Predecesor: Mario Cassinoni | Rector de la Universidad de la República 1964 - 1966 | Sucesor: Oscar Maggiolo |